# Джехутімесу
Джехутімесу або Тутмос (*XIV ст. до н. е.) — давньоєгипетський діяч XVIII династія, верховний жрець Птаха у Мемфісі за володарювання фараона Аменхотепа III.

## Життєпис
Був старшим сином фараона Аменхотепа III й цариці Тії. Спочатку відзначився у військових справах, обіймав посаду «начальника військ». Потім стає верховним жерцем Птаха. Слідом за цим став головою жерців Верхнього и Нижнього Єгипту, був головою усіх релігійних культів. Керував некрополем в Саккарі та Долині царів біля Фів.
Науковцями виявлено його зображення поряд з Аменхотепом III в Серапеумі в Саккарі, де представлено під час церемонії шанування Апіса. Також у 1892 році знайдено гробницю кішки Джехутімесу на ім'я та-міат (натепер зберігається в Каїрському музеї).
Помер наприкінці правління свого батька. Поховано в Долині царів.